# Atlas Shrugged: Part II
 (décembre 2024).
Si vous disposez d'ouvrages ou d'articles de référence ou si vous connaissez des sites web de qualité traitant du thème abordé ici, merci de compléter l'article en donnant les références utiles à sa vérifiabilité et en les liant à la section « Notes et références ».
Cet article concerne le film américain sorti en 2011. Pour le roman d'Ayn Rand, voir La Grève.
Série
Atlas Shrugged: Part I
(2011) Atlas Shrugged: Part III
(2014)
Pour plus de détails, voir Fiche technique et Distribution.
Atlas Shrugged: Part II est un Film de science-fiction américain réalisé par John Putch et sorti en 2012. Ce film est l'adaptation de la deuxième partie du roman d'anticipation La Grève d'Ayn Rand, publié en 1957.
C'est le deuxième épisode de la trilogie Atlas Shrugged. Le premier film Atlas Shrugged: Part I est sorti en 2011 et le troisième Atlas Shrugged: Part III (en) en 2014.

## Synopsis
Alors que le monde continue à être frappé par une crise économique dont les soubresauts touchent tous les niveaux de la société, Dagny Taggart, qui est à la tête de l'entreprise Taggart Transcontinental, pense avoir découvert un moyen de résoudre la crise de l'énergie…

## Fiche technique
- Titre original : Atlas Shrugged: Part II
- Réalisation : John Putch
- Scénario : Duke Sandefur, Duncan Scott et Brian Patrick O'Toole, d'après le roman de Ayn Rand
- Direction artistique :
- Décors :
- Costumes :
- Photographie : Ross Berryman
- Montage : John Gilbert
- Musique : Chris Bacon
- Production : John Aglialoro (en), Jeff Freilich, Harmon Kaslow
- Production exécutive :
- Société(s) de production : N/A
- Société de distribution : Twentieth Century Fox
- Pays de production :  États-Unis
- Langue originale : anglais
- Format : couleur - 35 mm - 2,35:1
- Genre : science-fiction, anticipation
- Durée : 111 minutes
- Date de sortie : N/A
- Public :
  -  PG-13 - Parents Strongly Cautioned (accord parental recommandé, film déconseillé aux moins de 13 ans)

## Distribution
Légende : V. Q. = Version Québécoise
- Samantha Mathis (V. Q. : Mélanie Laberge) : Dagny Taggart
- Jason Beghe (V. Q. : Sylvain Hétu) : Henry Rearden
- Esai Morales (V. Q. : Patrick Chouinard) : Francisco d'Anconia
- Patrick Fabian (V. Q. : Marc-André Bélanger) : James Taggart
- Kim Rhodes (V. Q. : Nathalie Coupal) : Lillian Rearden
- Richard T. Jones : Eddie Willers
- D. B. Sweeney : John Galt
- Paul McCrane : Wesley Mouch
- John Rubinstein (V. Q. : Louis-Georges Girard) : Dr Floyd Ferris
- Robert Picardo (V. Q. : Richard Lalancette) : Dr Robert Stadler
- Ray Wise (V. Q. : Pierre Chagnon) : Thompson
- Diedrich Bader (V. Q. : Antoine Durand) : Quentin Daniels
- Arye Gross (V. Q. : Denis Michaud) : Ken Danagger
- Bug Hall : Leonard Small
- Rex Linn (V. Q. : Yves Soutière) : Kip Chalmers
- Larisa Oleynik : Cherryl Brooks
- Jeff Yagher (V. Q. : Benoit Éthier) : Jeff Allen
- Michael Gross : Ted « Buzz » Killman
- Stephen Macht : Clem Weatherby
- Thomas F. Wilson : Robert Collins
- Jamie Rose : Sara Connelly
- Patricia Tallman : Holly
- Kevin M. Horton (V. Q. : Daniel Roy) : Dave Mitchum
- Alexa Hamilton : Giselle
- Dana Sparks (en) : l'hôtesse d'accueil
- J. P. Manoux : le conducteur
- Kelly Perine (en) : le gérant de l'aéroport

## Distinctions

### Nominations
- 2013
  - 39e cérémonie des Saturn Awards : Meilleure édition DVD
  - 33e cérémonie des Razzie Awards : Razzie Award du pire réalisateur et du pire scénario

## Accueil
La sortie américaine a rapporté au cinéma (hors vidéo et télévision) 3,3 millions de dollars, pour 10 millions dépensés. Pour comparaison, le premier volet a coûté 20 unités et a rapporté 4,5 unités, et le troisième 1 unité pour 5 investies[réf. nécessaire].